# 2021年8月臺灣暴雨

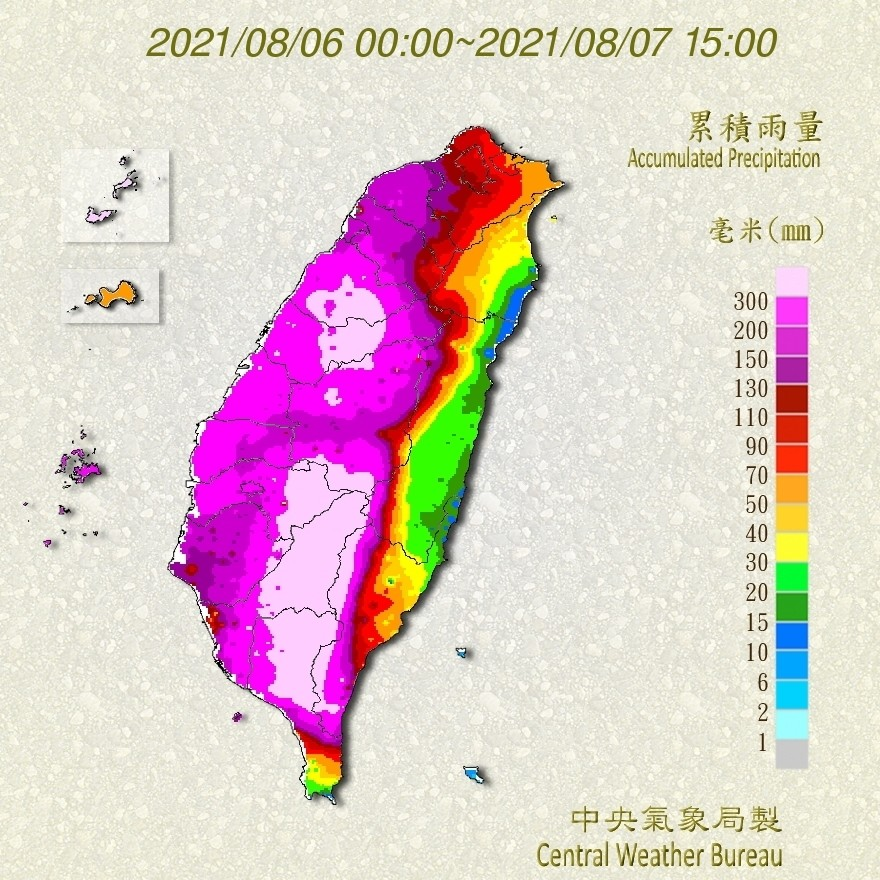
西南氣流在臺灣地區之總雨量圖（8月6日0時—7日15時）。

2021年8月臺灣豪雨，是指臺灣於2021年8月受輕度颱風盧碧外圍環流及其引入西南氣流影響，持續暴雨而發生的天災事件。中華民國政府在暴雨期間緊急開設中央災害應變中心，較強降雨區域發生於南部山區，是次豪雨事件累積降雨量僅次於2009年莫拉克風災。此次暴雨事件主要影響時間自2021年8月6日至8月8日，期間造成4人死亡，並造成約新臺幣7億4243萬元農業損失。

## 成因與影響

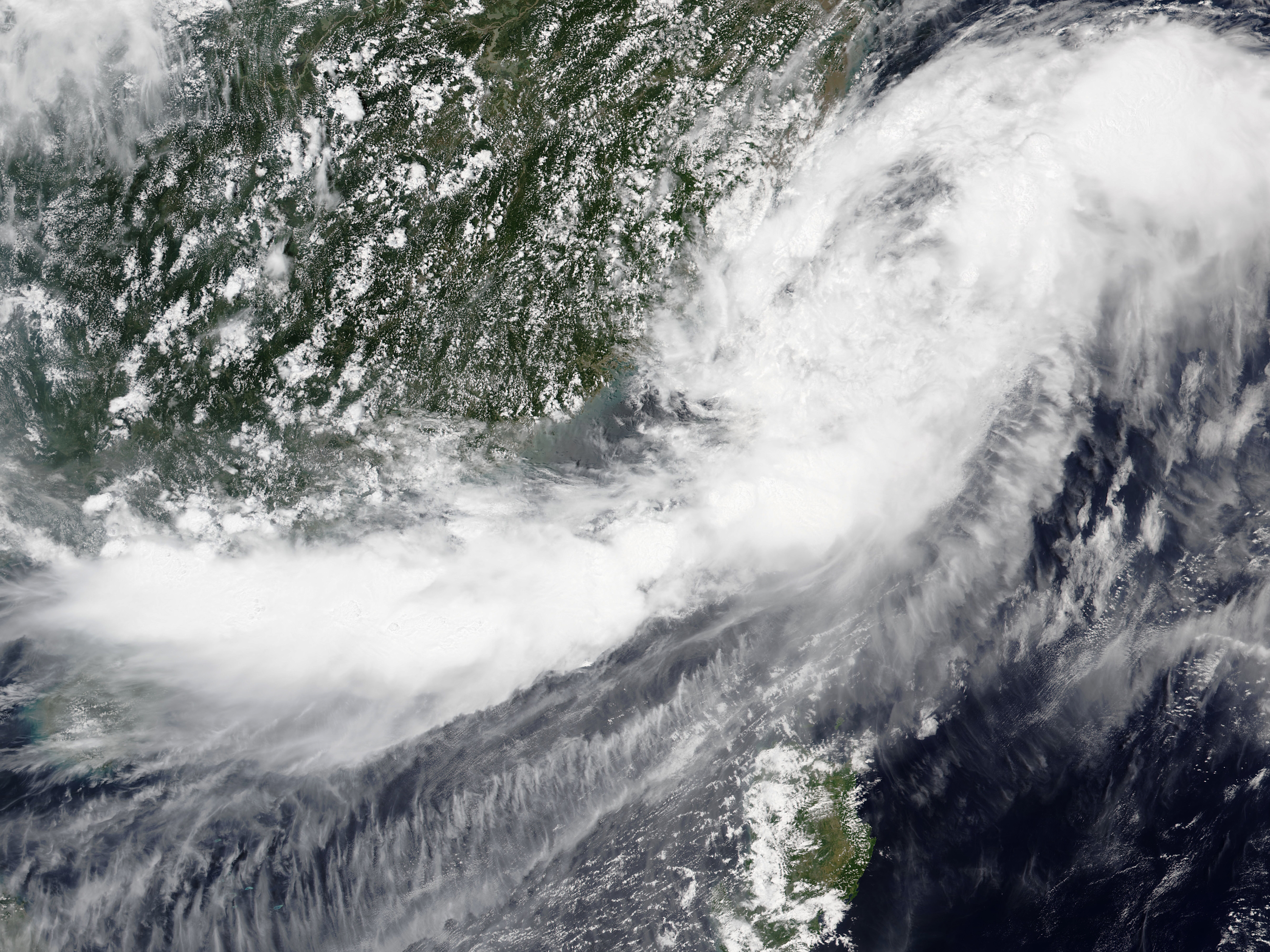
於8月7日在台灣東北方海域的盧碧及其挾帶的西南氣流。

交通部中央氣象局於8月4日下午2時半，針對位於東沙島西北方的輕度颱風盧碧發布海上颱風警報，並指出預計在翌日下午針對金門、馬祖及澎湖發布陸上颱風警報。5日，交通部中央氣象局指出由於盧碧登陸中國大陸廣東沿海而其強度有稍減弱且暴風圈有縮小趨勢，因此在下午5時半解除颱風警報。在發布颱風警報期間，中央災害應變中心同步以二級進行開設，並就民生物價啟動穩定機制。
5日晚間氣象資料顯示，盧碧的外圍環流挾帶西南風水氣，對於離島跟南台灣帶來顯著風雨。交通部中央氣象局表示，減弱為熱帶性低氣壓的盧碧會為台灣西半部帶來西南氣流，並隨著盧碧往東北移動，天氣風險管理開發公司總經理彭啓明表示盧碧的的水氣結構良好，長達800公里，中間對流旺盛，也伴隨閃電對流，交通部中央氣象局局長鄭明典亦指出氣流的軸線偏在台灣海峽上，但它對台灣西部沿海地區已經有明顯影響。
隨後，交通部中央氣象局於6日上午10時針對減弱為熱帶性低氣壓的盧碧發布熱帶性低氣壓特報，並表示其於金門西方70公里之處，以時速7公里向東北轉東北東移動。中華民國總統蔡英文在同日下午表示，中央政府預計在當日晚間進一步開設「水災中央災害應變中心」。交通部中央氣象局表示盧碧出海後進入台灣北部海域時，有機會再次增強，因此並不排除再度發佈颱風警報的可能性，隨後在同日下午5時半啟動「大規模或劇烈豪雨作業」。
最終，盧碧在影響台灣的期間，交通部中央氣象局在澎湖僅測得每秒15公尺的風速，台灣本島幾乎沒有一個氣象站風速達標，科學事實上不足認定其屬輕度颱風，交通部中央氣象局對其仍維持熱帶性低氣壓的評級，直至盧碧自台灣東北角附近出海後，交通部中央氣象局指出其重新增強為輕度颱風。而交通部中央氣象局亦在預報記者會表示，其加上西南氣流雙重夾擊，把充沛水氣甩進台灣，台灣各地都須慎防致災性降雨。

## 災害

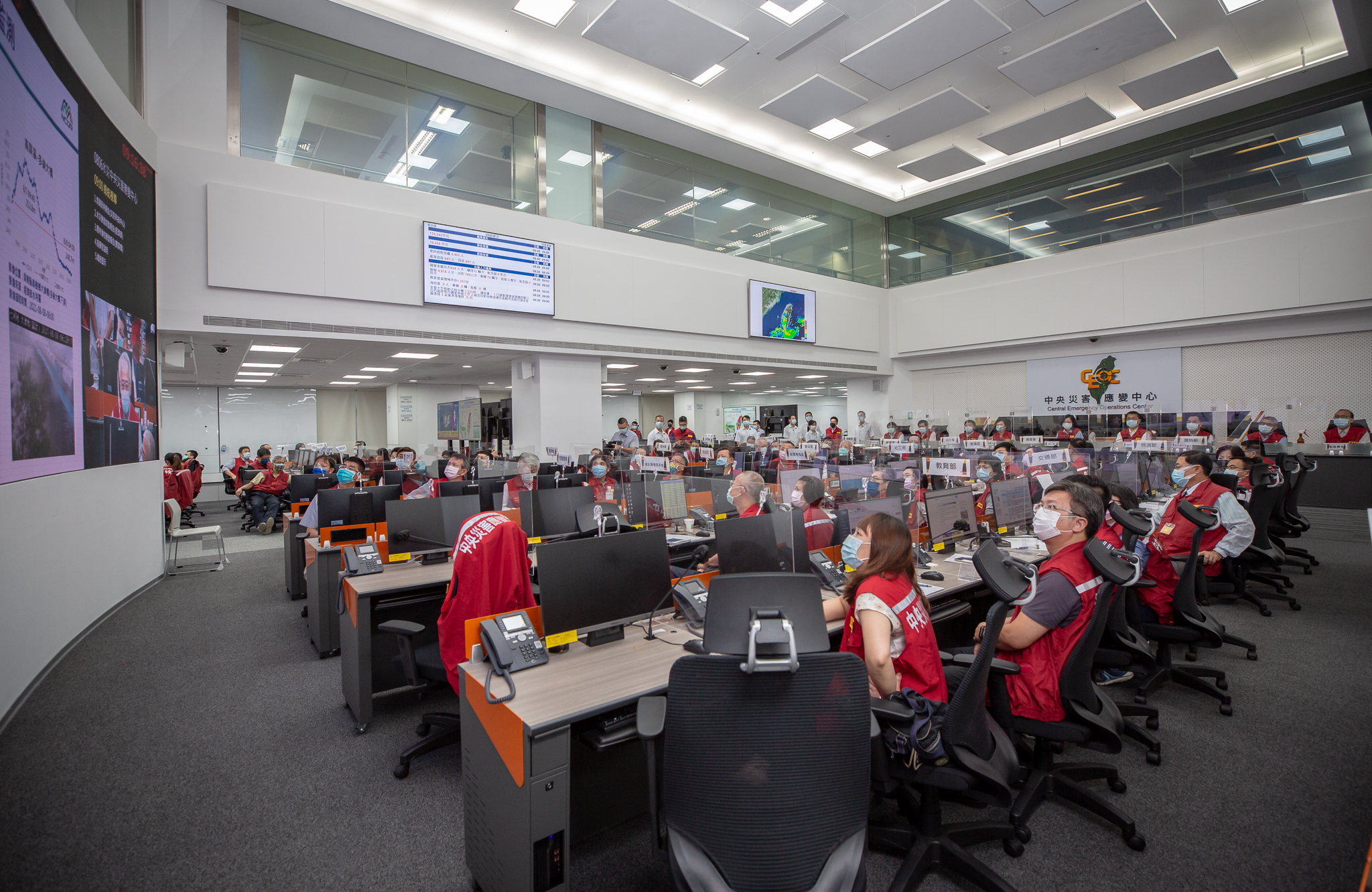
8月6日，因應豪雨特報，總統蔡英文視察中央災害應變中心。

在交通部中央氣象局於8月4日針對盧碧發布海上颱風警報後，海運共有5條航線、26航次停航，至次日仍增加至5條航線、40航次停航。行政院農業委員會在5日下午3時半之豪雨土石流警戒預報指出，共有60條土石流潛勢溪流達紅色警戒，94條土石流潛勢溪流達黃色警戒，並有1處大規模崩塌潛勢區紅色警戒及1處大規模崩塌潛勢區黃色警戒，海巡署亦於同日於岸邊勸離539人次、213車次及19船。隨著盧碧的外圍環流與西南氣流的影響，立榮航空及華信航空亦在6日表示將針對翌日的國內線航班異動，並有多個離島航班取消或更改時間。
7日凌晨，盧碧及西南氣流的颮線自台灣海峽開始往台灣陸地移動，盧碧的中心則於7日上午在新竹及桃園一帶登陸，創下氣象史上，熱帶氣旋先登陸中國大陸後又登陸臺灣的紀錄首例，而臺灣的劇烈降雨仍然持續，台灣鐵路因受豪雨影響，后里至豐原間路樹倒塌造成路線不通，該路段自6時30分停駛，直至9時12分起恢復通車。台灣高鐵亦在同日上午8時7分因發生通霄路段山體滑坡事故，自中午12時起苗栗至台中區間暫停營運。臺電部分電桿線路因道路及山壁坍方而被壓垮，電纜線亦遭洪水沖毀，造成共約9萬3066戶停電。苗栗縣大湖鄉亦有垃圾掩埋場遭沖毀，並有2台回收車及4台垃圾車遭埋沒。高雄市鳳山區光遠路有一廢棄平房遭雷擊坍塌，高雄市工務局違章建築處理大隊獲報後，立刻到場將倒塌建築拆除，六龜區更有土石流沖進民宅，中華民國國軍第四作戰區亦因此進入山區協助土石淤泥清除、環境清理等災後復原工作。位在台東縣台東市的防塵措施「卑南溪水覆蓋區域」亦受到溪水暴漲的影響而悉數沖毀，經勘查評估卑南溪中華大橋後，立即投入多台挖土機進場搶修。
交通部公路總局在7日中午12時亦指出道路災情共計預警性封閉9處、災阻10處、災情9處。道路災情主要在台27線，多處土石坍方中斷，台8線中橫公路亦陸續有路樹倒塌或零星落石，其中又以台20線在高雄市桃源區勤和通往復興方向的明霸克露橋遭沖斷最為嚴重，該路段勝境橋附近至桃源一橋亦因土石坍方無法通行，而荖濃往甲仙68公里處亦發生道路塌陷。苗栗縣山區亦因連日豪雨造成土石沖刷發生意外，卓蘭鄉台3線有一小貨車遭落石砸中，而嘉義縣有21人因阿里山青年活動中心聯外道路坍方路斷，受困長達6天。受到盧碧外圍環流以及西南氣流影響，屏東縣瑪家鄉共撤離302人、來義鄉緊急撤離152人，而高雄市在山區亦強制撤離2035人，南投縣仁愛鄉有一對夫妻在橋下捕魚，因遇上溪水暴漲，雙雙溺斃身亡，高雄市美濃區亦有一名上山接水管的男子，疑因失足滑落山谷而身亡，台南市亦發生有3名民眾在安平港北堤慢跑時，慘遭瘋狗浪襲擊而從堤防跌落，造成其中一人罹難的意外。
交通部中央氣象局在7日晚間8時半解除「大規模或劇烈豪雨作業」 ，行政院農業委員會於晚間9時半指出仍有368條土石流潛勢溪流達紅色警戒、157條土石流潛勢溪流達黃色警戒、4處大規模崩塌潛勢區紅色警戒及1處大規模崩塌潛勢區黃色警戒。
隨後在8日，高雄市長陳其邁以陸路方式至勤和路段關心六龜新開高133沿線土砂災害、桃源收容情形以及茂林萬山地區大規模崩塌整治工作，高雄市副市長羅達生亦在同日至杉林區及甲仙區視察道路災損情況並責承市府團隊及區公所務必做好搶災及復建工程。屏東縣長潘孟安在同日視察於前一日傳出裂縫的三地門新大橋，經工程人員觀察檢視認為橋樑結構安全而重新開放，並於翌日行政院長蘇貞昌至屏東視察時，向其爭取協助大仁科技大學滯洪池工程台糖用地取得問題並獲允諾。

## 災後調查
往返嘉義布袋及澎湖的貨輪山寶貳號在8月6日時，經布袋商港安檢所守望人員聯繫表示，因潮水過低無法進港須滯留於港嘴待漲潮時再行進港，隨後在布袋商港北堤擱淺，貨輪上的9名人員全數撤離，但因海象不佳無法進行抽油等作業。救援小組預計在8日中午後進行抽油及打撈作業，但因移動不易，船公司決定就地拆解，負責的海事公司評估至少70個工作天。國家運輸安全調查委員會對此次事件進行調查表示，航海日誌於事故當日及前日未登錄不符海盛公司安全管理文件之規定，並表示臺灣港務公司高雄分公司布袋管理處亦未依國家運輸安全調查委員會就前次的勝利輪提列之安全改善建議，據以執行管制作為。
8日，臺灣各地降雨持續緩和，中央災害應變中心在上午11時舉行第五次工作會報後，於11時30分回歸各部會應變機制。據行政院農業委員會農糧署彙整各直轄市、縣市政府查報資料顯示，此次暴雨事件促成農業產物及民間設施估計約新台幣7億4243萬元損失。經濟部水利署在盧碧影響台灣前，針對積淤量較高的曾文水庫、烏山頭水庫等，進行放水洩洪作業。同時，經濟部水利署亦於5日表示，基於烟花、盧碧及西南氣流的影響，台灣水情恢復正常，並解散成立324天的旱災緊急應變小組。大甲溪發電廠表示，德基水庫截至8日上午7時，水位達1395.7公尺，蓄水量達14058萬噸，較前日增加1718萬噸，為當年蓄水量增加最多的一天。水利署南區水資源局亦指出，牡丹水庫在受到影響的10天內，累計降雨量506毫米、總進水量4236萬立方公尺，約1.6倍水庫庫容量。

## 後續事件

### 高雄市路平方案

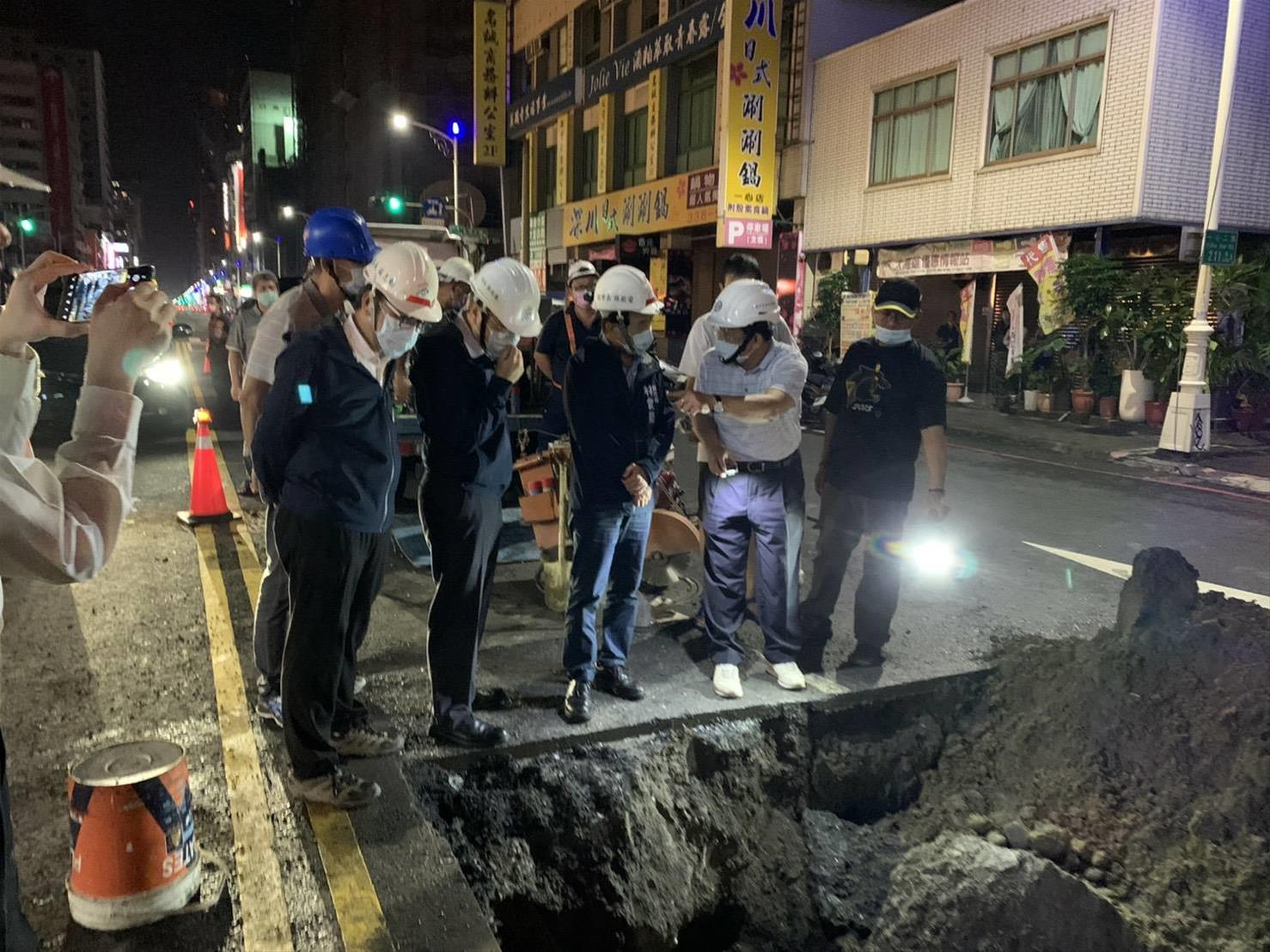
高雄市副市長林欽榮視察凱旋夜市前面道路的路面坍塌。

受到連日豪雨的影響，高雄市包含凱旋夜市、鳳山圳溝上等地皆發生路面坍塌的事件。其中，在凱旋夜市的前面道路發生路面坍塌後，高雄市工務局養工處原訂在事件發生翌日上午9時半灌漿填平，但在高雄市副市長林欽榮視察後，下達命令要求在上午5時半前鋪好，「不然就殺頭！」，高雄市前新聞局長鄭照新則在臉書批評林欽榮的言論指「在高雄市府服務任內，只看見市府同仁齊心辦事、士氣高昂，更沒見過韓市長要震怒『殺誰的頭』來祭旗」，高雄市長陳其邁則緩頰指林欽榮過去是工務局長，老工務人對內部會希望儘速到位，形容其說法應該是愛之深、責之切。對此，中國國民黨籍高雄市議員黃紹庭批評「繼被評為治安敗壞的慶記之都後，高雄難道現在又成了天坑之城嗎？」，高雄市長陳其邁回應指在大雨過後，也開始進行相關的道路搶修跟路面維平，讓道路能夠更安全，「這個是一直在做的事」。成功推動罷韓的「WeCare高雄」粉專則列舉13則前高雄市長韓國瑜時代發生天坑的新聞，稱治水路平只是韓國瑜自我吹捧的神話，引起網友反向列出陳其邁市長接棒後才發生天坑的9則新聞。
參選中國國民黨主席的朱立倫談及高雄淹水狀況時，指很多市民反映韓國瑜市府李四川副市長做得非常好，並要民主進步黨的議員立委應該要檢討一下，為什麼「川伯」做得到，而現在做不到。對此，前臺中市政府新聞局局長卓冠廷及民主進步黨籍高雄市議員邱俊憲皆對朱立倫的發言抨擊「朱立倫是讓治水變口水」，民主進步黨籍立法委員許智傑更批評朱立倫「為了自己黨主席選舉，不需要在臉書拿一張高雄的照片就製造藍綠對立，更何況圖中確切位置說不定您也不曉得在哪裡」。

### 災防假實施爭議
交通部中央氣象局針對盧碧發布海上颱風警報當日，高雄市在新興區、三民區共有兩處路樹倒塌，當日即有網友反映高雄一早強風暴雨造成淹水，引發質疑高雄市政府「為何不停班」，而高雄市政府隨即在翌日以三級開設災防應變中心。高雄市在5日上午仍因降雨仍有多處道路積水，高雄市民湧入市長陳其邁的臉書留言指「這風雨應該可以停班停課了吧！」並表示為何不比照8月1日的強降雨實施災防假，而當日下午高雄市政府僅針對六龜區 、甲仙區、茂林區、桃源區及那瑪夏區宣布停班停課。面對市民的質疑，高雄市政府新聞局長董建宏則回應當日預估降雨並未達停班停課標準。

### 行政院前瞻計畫
2017年4月，中華民國行政院核定前瞻基礎建設計畫，期望透過政府興建及完善各種基礎設施，強化民間投資動能，帶動整體經濟成長潛能。中國國民黨籍台北市議員羅智強批評總統蔡英文「奧運蹭聲量，淹水就神隱！」，並表示要為奧運加油無可厚非，但中南部大雨淹水也不應該漠視。台灣民眾黨籍立法委員高虹安亦表示「2507億的水環境預算，但很多是用在環境美化，打造親水空間，而非解決治水問題或提高防洪標準」，更批評「好不容易熬過了乾旱期，卻又迎來洪澇跟淹水，那請問蔡政府這些錢到底都花到哪裡去了？」。對此，行政院院長蘇貞昌直斥「這是外行」，並表示治水預算這麼多不是只有治淹水，還有供水設施。
針對高虹安的言論，蘇貞昌進一步表示影響期間降雨量一天1100公厘誰都受不了「人應該謙卑一點，不能老是跟環境做對。」，而高虹安則反稱「那更應該把錢花在刀口，別再蓋些供官員剪綵的景觀工程。」台灣民眾黨籍立法委員邱臣遠國會辦公室主任陳思宇亦提出質疑，指出全台雨量最高在屏東縣的1084毫米，並沒有蘇貞昌所說的1100毫米雨量，卻將屏東的「1084毫米」講成「1084釐米」，引起網友批評。
經濟部水利署則表示，政府以前瞻水環境計畫建設了許多水利設施，此次氣候變遷的威力，工程雖然不能全面防範，但做到了讓淹水面積減少，退水速度加快的成效。行政院長蘇貞昌於12日在行政院會針對「0807水災現況與復原」裁示指出，政府在前瞻基礎建設計畫中水環境的建設，總計投入新台幣1760億元用於穩定供水和防洪治水，並表示在經歷過百年旱災後，此次水災淹水面積顯著縮小、退水速度變快，可見前瞻建設已經有成效。

## 釋義
1. ↑  「海象」是指潮汐、波浪及其他存在於大氣與海洋交界面之自然現象，包括波浪、潮位、海溫、海流及海氣象交互作用等。[54][55]

## 外部連結
- （繁體中文）中華民國國家災害防救科技中心：2021 年盧碧颱風暨 0806 水災事件氣象分析 （页面存档备份，存于） 、盧碧颱風及0806豪雨事件 （页面存档备份，存于）
- （繁體中文）中華民國經濟部水利署：110 盧碧颱風、0806水災暨0808豪雨 （页面存档备份，存于）
- （繁體中文）中華民國行政院農業委員會水土保持局：盧碧颱風
- （繁體中文）中華民國交通部公路總局：盧碧颱風道路災情彙報（第一報 （页面存档备份，存于）、結報 （页面存档备份，存于））、0806水災事件道路災情彙報（第一報 （页面存档备份，存于）、第二報 （页面存档备份，存于）、第三報 （页面存档备份，存于）、第四報 （页面存档备份，存于）、結報 （页面存档备份，存于））